# Теорема Паша
Теоре́ма Па́ша — твердження, сформульоване німецьким математиком Моріцем Пашем 1882 року. Є прикладом твердження в евклідовій геометрії, яке можна вивести з постулатів Евкліда. В аксіоматиці Гільберта теорема Паша виводиться, зокрема, з аксіоми Паша.

## Формулювання
Припустимо, точки A, B, C, і D  лежать на прямій і відомо, що B лежить між A і C, a C лежить між B і D, тоді B лежить між A і D.